# 三俣の大雪崩
座標: 北緯36度53分43.5秒 東経138度46分49.6秒 / 北緯36.895417度 東経138.780444度

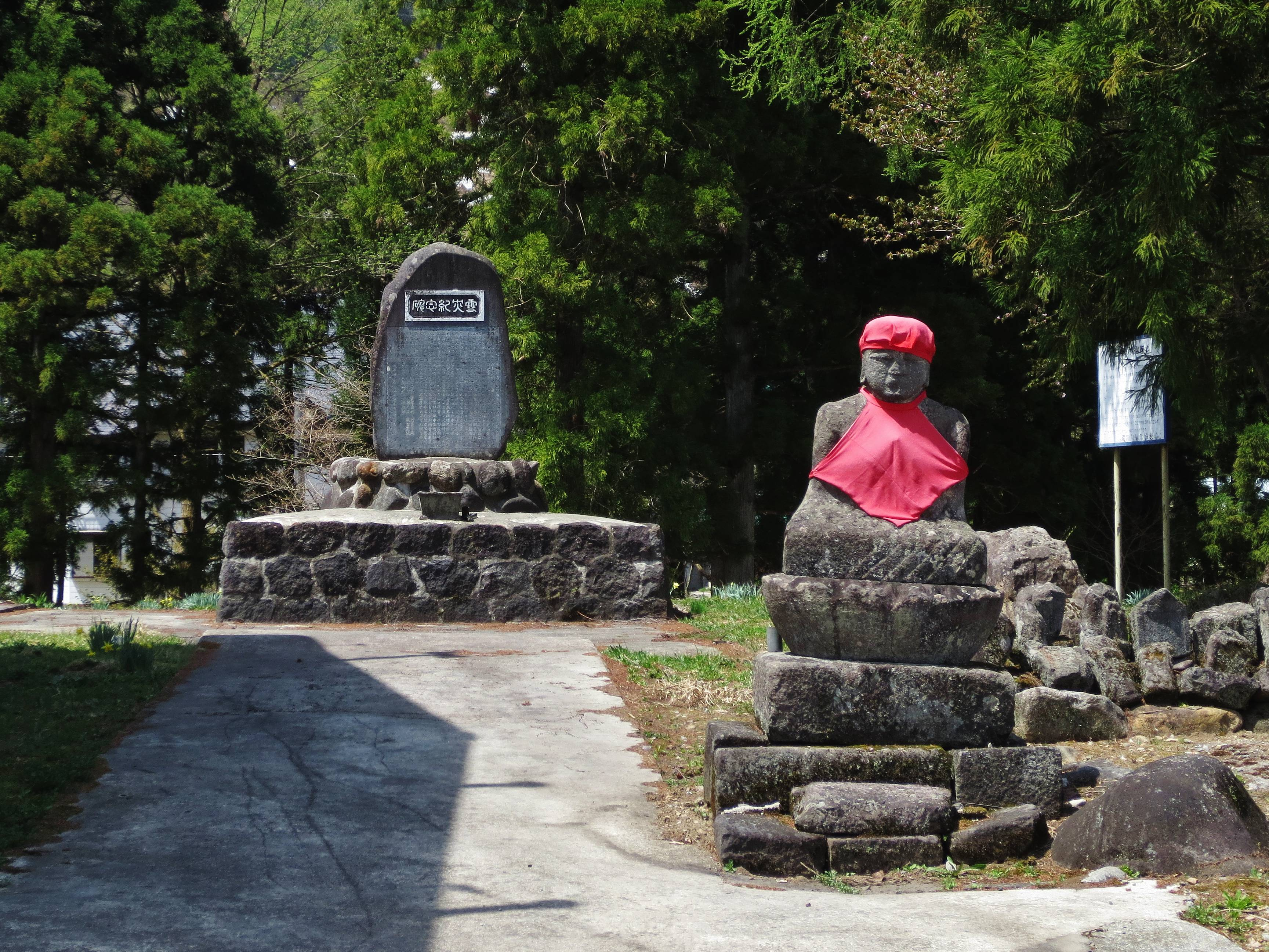
三俣宿の外れにある雪災碑（石碑）。災害後の1919年5月に建立された。

三俣の大雪崩（みつまたのおおなだれ）は、1918年（大正7年）に新潟県南魚沼郡三俣村（現在の湯沢町字三俣）で発生した雪崩災害。三俣雪崩とも呼ばれる。この雪崩に180名が巻き込まれ死者158名（圧死者155名、救助後に死亡した者が3名）にのぼり、文献記録に残るうえでは日本史上最悪の雪崩災害である。

## 概要
1918年1月2日から新潟県内は、暴風雪に見舞われ大雪となっていた (大正7年豪雪)。やがて1月9日午後11時20分頃、三俣村の東側にある前の平の頂上から大規模な表層雪崩が発生。雪崩は尾根の杉林で二手に分かれ、一部は小学校に流れて校舎が倒壊、本流は集落にある57戸のうち28戸を倒壊させ、家屋は雪に埋没した。
当時、三俣村では水力発電用の水路のトンネル工事が行われており、工事関係者が多数入村していた。
大雪崩の一報を伝えたのは、付近で水力発電所の工事を行っていた作業員である。彼は深夜に猛吹雪の芝原峠を越えて、隣町の湯沢町にこの情報をもたらしたのであった。大規模な救助隊が編成されて救助にあたったが、夜半の災害で多くが就寝中に受災したこともあり、180名が雪崩に巻き込まれ、圧死者は155名という大きな被害となった。

## 雪崩の特徴・規模
3mを越える積雪の中で発生した泡雪崩と考えられている。雪崩崩壊の規模は、高さ130間（236m)、幅300間(546m)、深さ20余尺（6m余)。

### 原因
当時、三俣村では、日本水力発電が湯沢発電所に向けて水力発電用の送水トンネルを掘っている最中であった。雪崩が発生した時間は、作業員の交替を知らせる時計代わりの発破が行われていたこともあり、これが原因として有力視されたが、当日は神立村や上田村でも雪崩災害が発生しており、確定までは至っていない。